# Кичри
Кичри, или кичди или кичади, или кичари (хинди खिचड़ी IAST: khicaṛī, урду کھچڑی‎ IAST: khicṛī, бенг. খিচুরী) — пряное вегетарианское блюдо, представляющее собой смесь тушёного риса с машем (мунг далом) и обжаренными в масле специями, иногда с добавлением овощей. Может подаваться с мясными блюдами.
Кичри является одним из главных блюд в Южной Азии. В индийской культуре, в некоторых регионах, особенно в северных, оно считается одним из первых видов твердой пищи, которую едят младенцы.
Кичри является любимым блюдом Премьер-министра Нарендра Моди, наряду с гуджаратскими закусками дхокла и кхандви.

## История
Греческий царь Селевк во время своего похода в Индию (305-303 гг. до н.э.) упомянул, что рис с бобовыми очень популярен среди жителей Индийского субконтинента . Страбон также отмечает, что индийская еда в основном состояла из рисовой каши и напитка из риса, который в настоящее время называется аррак . Марокканский путешественник Ибн Баттута во время его пребывания в Индии около 1350 года упоминает кичри как блюдо, состоящее из риса и бобов мунг . Кичри описан в трудах Афанасия Никитина, русского путешественника, побывавшего в Индии в XV веке. Он был очень популярен у Великих Моголов, особенно у Джахангира. «Айн-и-Акбари», документ 16-го века, написанный визирем императора Великих Моголов Акбара Абу-ль-Фадль Аллами, упоминает рецепт кичри и приводит семь вариантов . Существует анекдотическая история с участием Акбара, визиря Бирбала, и кичри .
Считается, что англо-индийское блюдо кеджери произошло от кичри .

## Описание
Кичри очень популярное блюдо на индийском субконтиненте, в таких странах как Бангладеш, Пакистан, Непал и Шри-Ланка. Это блюдо также широко готовят во многих индийских штатах, таких как Пенджаб, Харьяна, Раджастан, Карнатака, Телангана, Мадхья-Прадеш, Гуджарат, Тамилнад, Андхра-Прадеш, Западная Бенгалия, Ассам, Бихар, Джаркханд, Уттар-Прадеш, Одиша и Махараштра.
К кичри могут добавляться овощи, как цветная капуста, картофель, зеленый горошек и другие.
Индусы с севера и северо-запада Индии, которые избегают употребления зерновых во время поста, едят сабудана кичри, приготовленный из саго.
В южной части Индии блюдо может встречаться под другими названиями. В Тамил Наду и Андхра-Прадеш готовят похожее блюдо понгал, каннары готовят хугги, который представляет собой мунг дал кичри. У народов Кералы нет похожего блюда.
Кичри послужило источником вдохновения для английского блюда кеджери.
Является основным блюдом в Харьяне, особенно в сельской местности. Назывется Харьянви Баджра Мунг Дал Кичди и готовится из жемчужного проса и мунг дал (дробленого маша), измельченных в ступке. Едят, смешивая с теплым топленым маслом, ласси, или даже йогуртом.. Иногда также кичри смешивают с сорго.
Мусульманская община Хайдарабади, готовит кичри в качестве обычного блюда на завтрак, и оно является важной частью хайдарабадской кухни. Блюдо может быть как вегатарианским, там и мясным. Называется кичри-кхима-кхатта, названными в честь трех частей еды: кичри, говяжьего фарша кхима и кислого соуса кхатта, приготовленного из тамаринда и кунжута.
По мнению приверженцев аюрведы, кичари отличается идеальной усваиваемостью и балансом питательных веществ. Считается, что эта пища легко переваривается, дает силу и жизнестойкость, питает все ткани тела, помогает в очищении и омоложении клеток. Кичари используется йогами во время очистительных программ.
По данным сайта «Аюрведического института» в Санта-Фе, для каждой доши (жизненной силы в терминологии аюрведы) рекомендуются различные овощи, приправы и чаи. Эта организация также предупреждает, что монодиета, состоящая только из кичари, может привести к запорам.

## Gallery

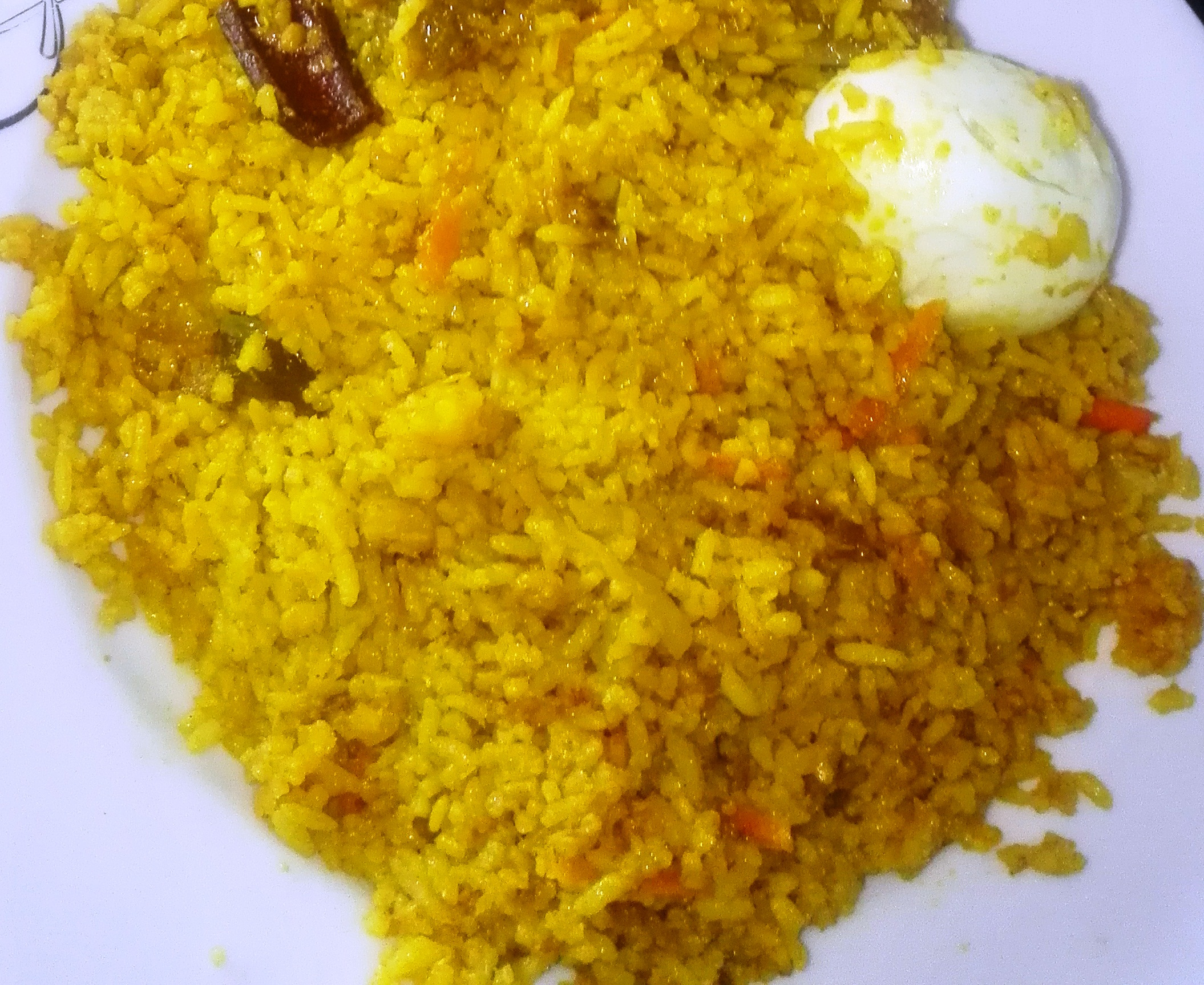
Кичри в кухне Бангладеша.
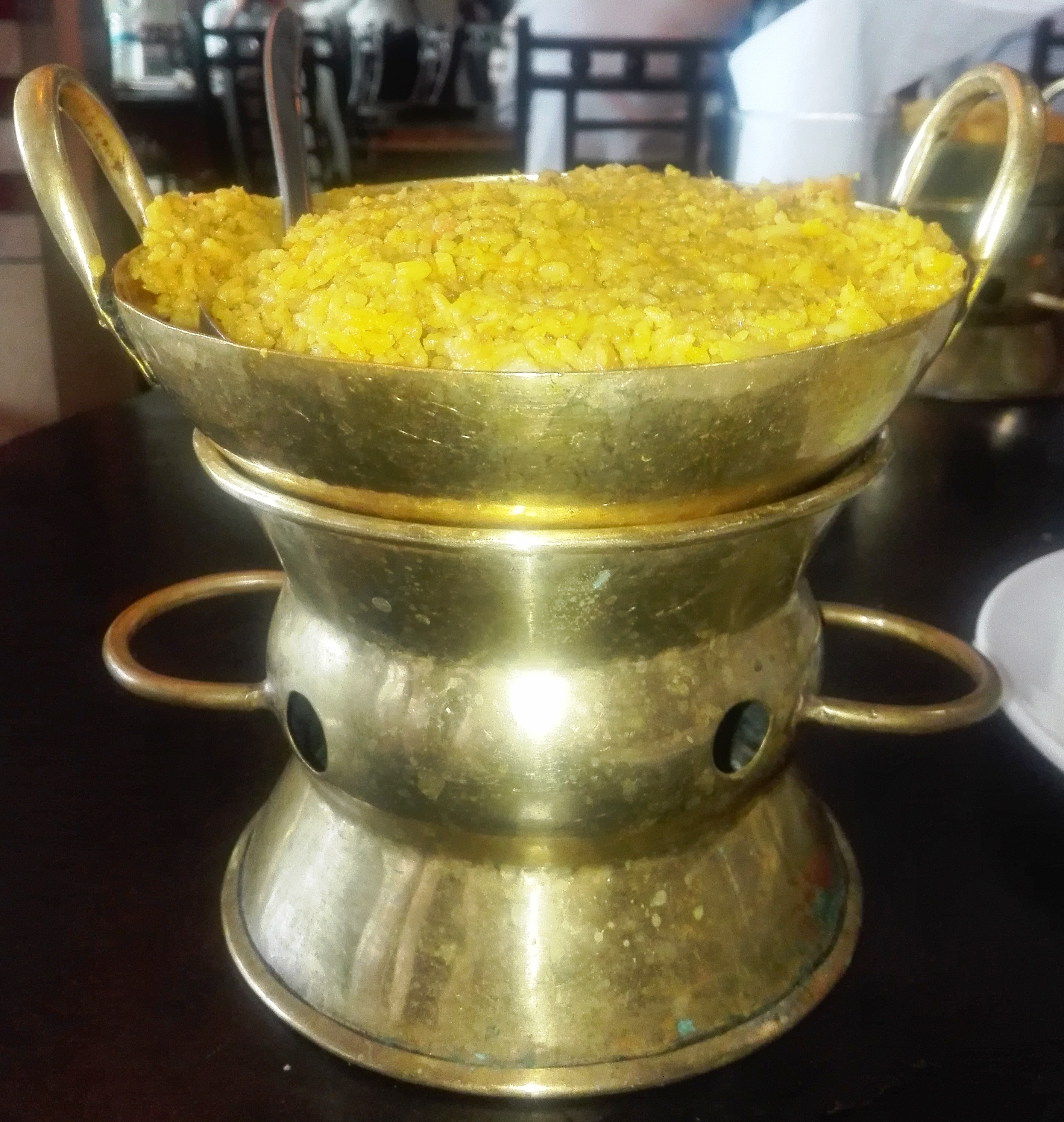
Кадхай кичри
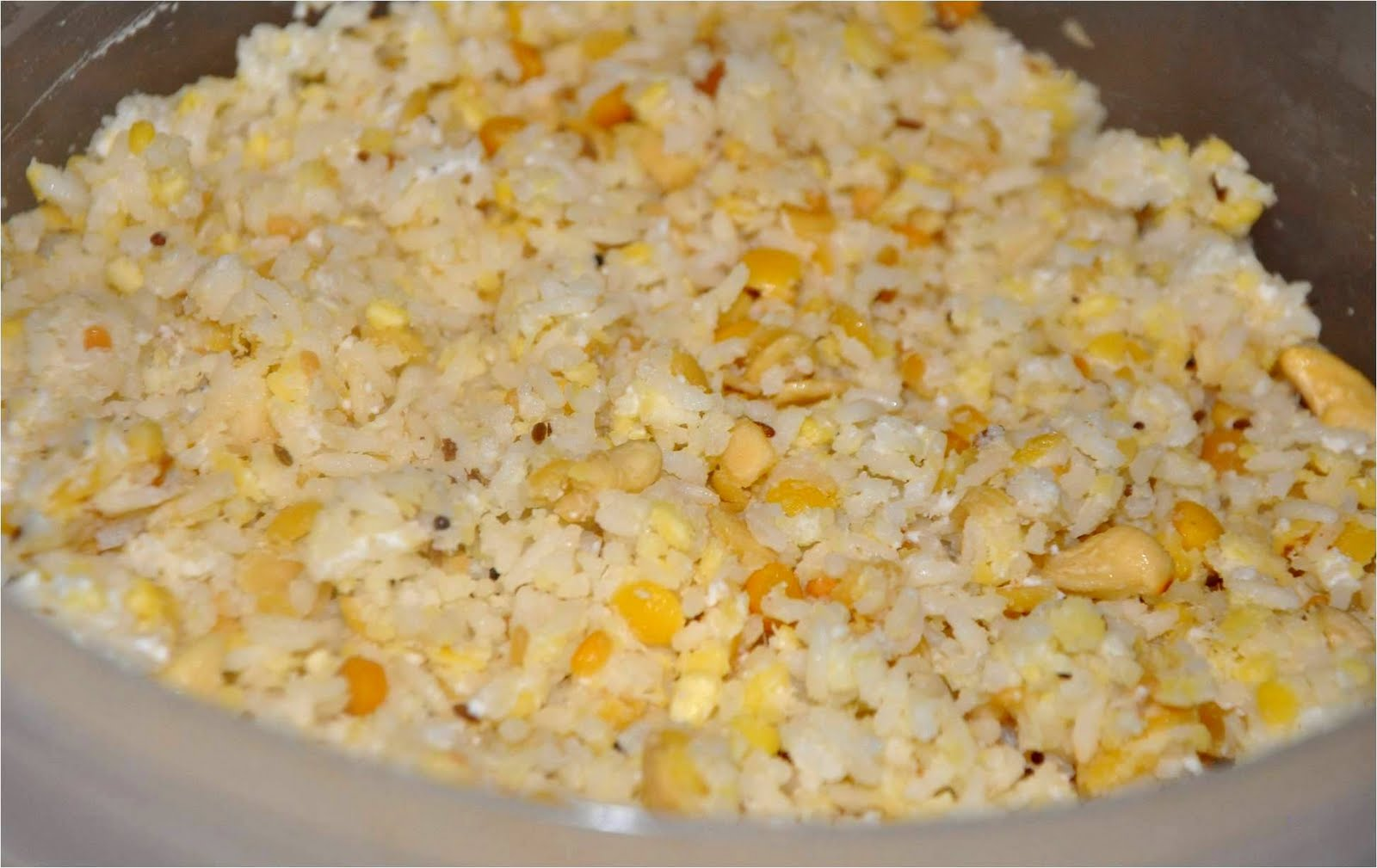
Кичди с кокосом
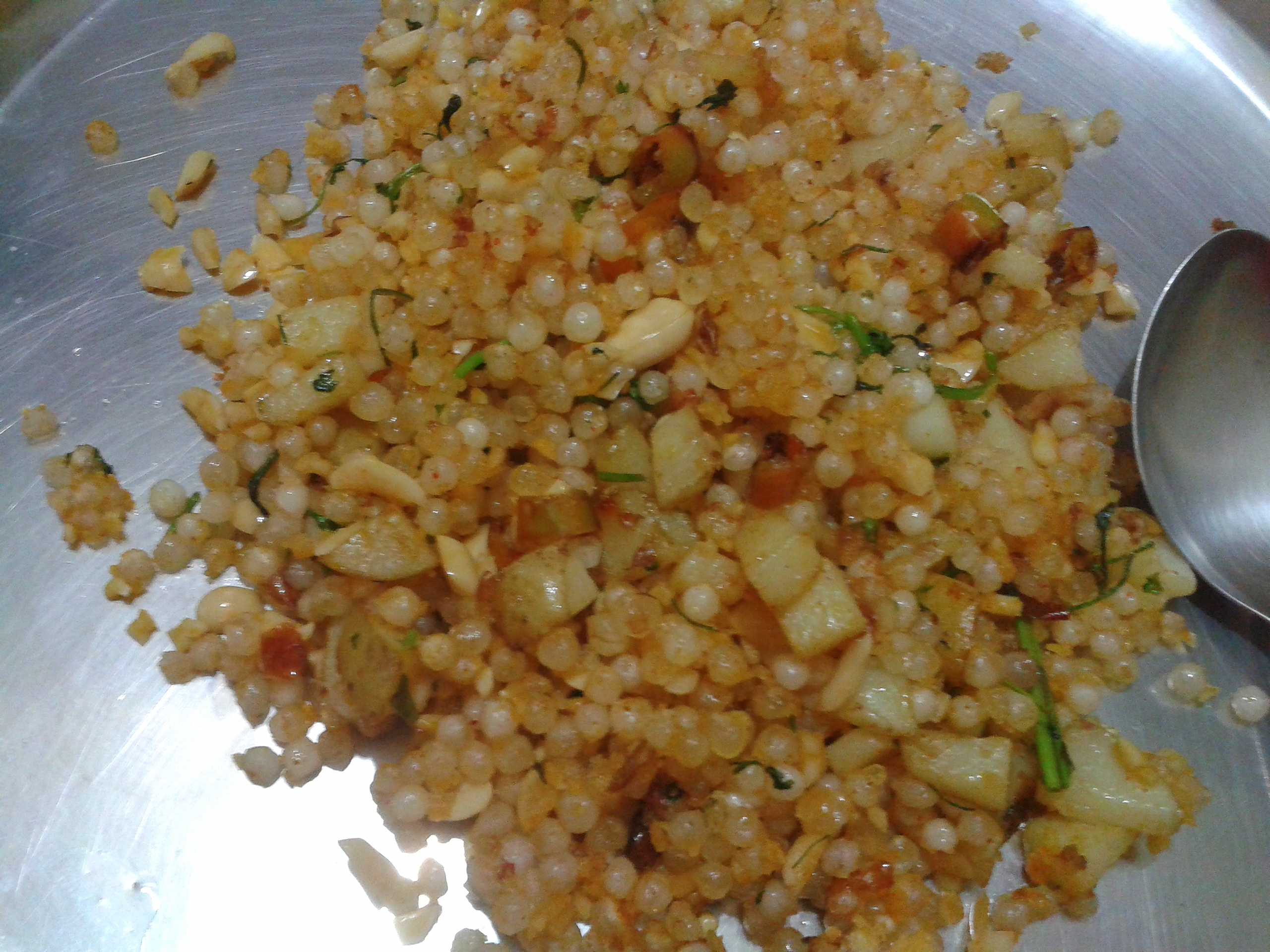
Сабудана кичри. Один из самых популярных рецептов во время поста Наваратри. Готовится из саго, картофеля и арахиса.